# Edmund Mojsisovics von Mojsvár

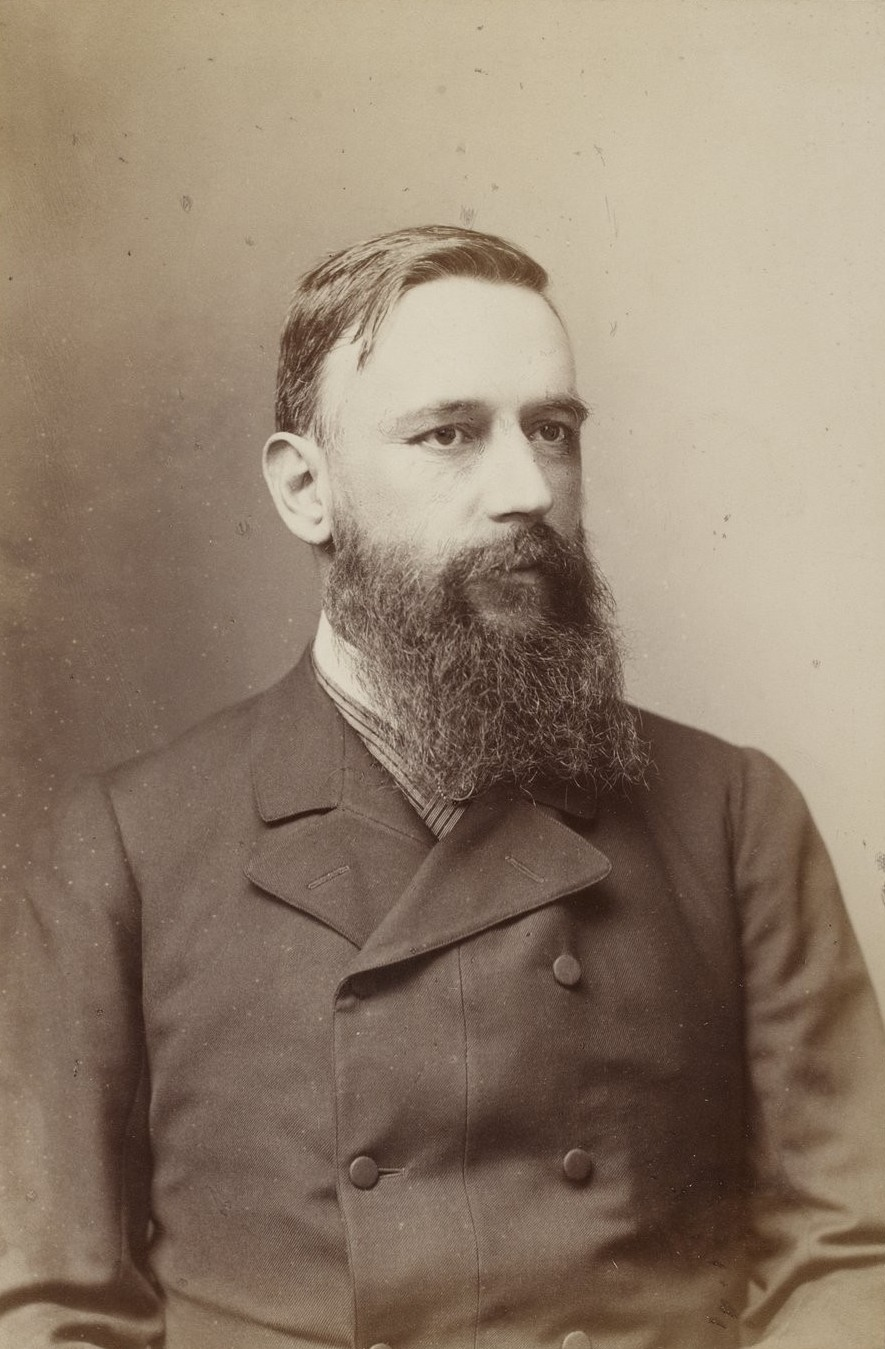
Edmund Mojsisovics von Mojsvár, 1886

Johann August Edmund Mojsisovics Edler von Mojsvár (meist Edmund von Mojsisovics, * 18. Oktober 1839 in Wien; † 2. Oktober 1907 in Mallnitz (Kärnten)) war ein österreichischer Paläontologe und Geologe. Edmund von Mojsisovics zählte schon während seiner Studienzeit 1862 zu den Gründungsmitgliedern des Österreichischen Alpenvereins und 1873 zu den Hauptinitiatoren der Vereinigung des Deutschen und des Österreichischen Alpenvereins. Er arbeitete seit 1865 an der k.k. Geologischen Reichsanstalt, deren Vizedirektor er von 1892 bis zu seinem Ruhestand im Jahre 1900 war. Von Mojsisovics veröffentlichte grundlegende Arbeiten über Stratigraphie und Ammonitenfaunen der alpinen Trias, besonders der Hallstätter Kalke.

## Leben
Mojsisovics stammt aus einer Familie mit ungarischen Vorfahren (ungarischer Name: Ödön). Den Adelstitel erwarb sein Vater Georg als Primararzt in Wien, der damit für seine Verdienste (Einführung des Iods als Heilmittel und Erfindung der Äquilibrialmethode zur Heilung von Knochenbrüchen) von Kaiser Franz Josef I. geehrt wurde.
Nachdem Mojsisovics 1858 sein Wiener Gymnasium beendet hatte, begann er im gleichen Jahr an der Universität das Jusstudium (1858–1862). Während dieser Zeit ging er in weiteren Studien seiner Vorliebe für geologische und geographische Studien nach. Mit seinen Studienkollegen Paul Grohmann und Guido von Sommaruga fasste er den Entschluss, angeregt durch gemeinsame Bergwanderungen, zur Gründung des Österreichischen Alpenvereins (1862). Dies war die erste Gründung dieser Art auf dem europäischen Festland.
An der Grazer Universität erfolgte am 22. Juli 1864 die Promotion zum Dr. jur. Das geologische Interesse war aber so stark ausgeprägt, dass Mojsisovics am 18. Februar 1865 als Volontär seine Arbeit in der k.k. geologischen Reichsanstalt begann. Die Volontärstätigkeit war wohl von erheblicher Qualität, so dass man ihn im Sommer 1867 bei den geologischen Aufnahmen der oberungarischen (heute slowakischen) und galizischen Karpaten mit den Aufgaben eines Sektionsgeologen betraute.
Weitere Studien, z. B. die Untersuchungen alpiner Salzlagerstätten, zur Ausdehnung des Kohlenfeldes von Häring und fossiler Triasablagerungen im Bakony bei Veszprém, folgten. Nach den von ihm abgelehnten Berufungen an das Geological Survey of India in Calcutta und an die junge kgl. ungarische geologische Anstalt berief man ihn am 13. Dezember 1870 in Wien zum Chefgeologen der k.k. geologischen Reichsanstalt und verlieh ihm den Titel eines Bergrates und ab 1879 eines Oberbergraths. Seit 1892 stieg Mojsisovics zum Vizedirektor der k.k. geologischen Reichsanstalt auf.
Die wissenschaftliche Hauptarbeit erstreckte sich auf die Erforschung der Ostalpen. Die im Jahr 1878 begonnene Arbeit internationaler Geologenkongresse begleitete Mojsisovics mit wichtigem Einfluss. Auf seinen Vorschlag hin beschloss diese Institution 1881 in Bologna die Herausgabe einer Geologischen Karte von Europa. Dort vertrat er im Herausgeberkollegium offiziell Österreich-Ungarn.
Auf Anordnung der österreichischen Regierung wurde Bosnien-Herzegowina nach mineralischen Rohstoffen untersucht. Diese Arbeiten wurden federführend Mojsisovics sowie Emil Tietze und Alexander Bittner im Sommer des Jahres 1879 übertragen. Die geologische Erkundung von Bosnien führten Mojsisovics in die Regionen um Sarajevo, Travnik, Gornij Vakuf, Jajce, Banja Luka, Sanski Most und Bihać.
An den Untersuchungen von Bosnien-Hercegovina waren weiterhin Karl Paul, Franz Hertich und Gjuro Pilar beteiligt. Die Arbeiten erbrachten umfangreiche Erkenntnisse über den Reichtum an mineralischen Rohstoffen in den vom Türkischen Reich übernommenen Gebieten.
Als Krönung seiner beruflichen Laufbahn kann man die Organisation der österreichischen Erdbebenbeobachtung ansehen. Mojsisovics begann damit 1897 und regelte die Verarbeitung eingehender Detailberichte über seismische Ereignisse. Damit schuf er die Grundlage des österreichischen Beobachtungsnetzes und die Herausgabe der Beobachtungsergebnisse.

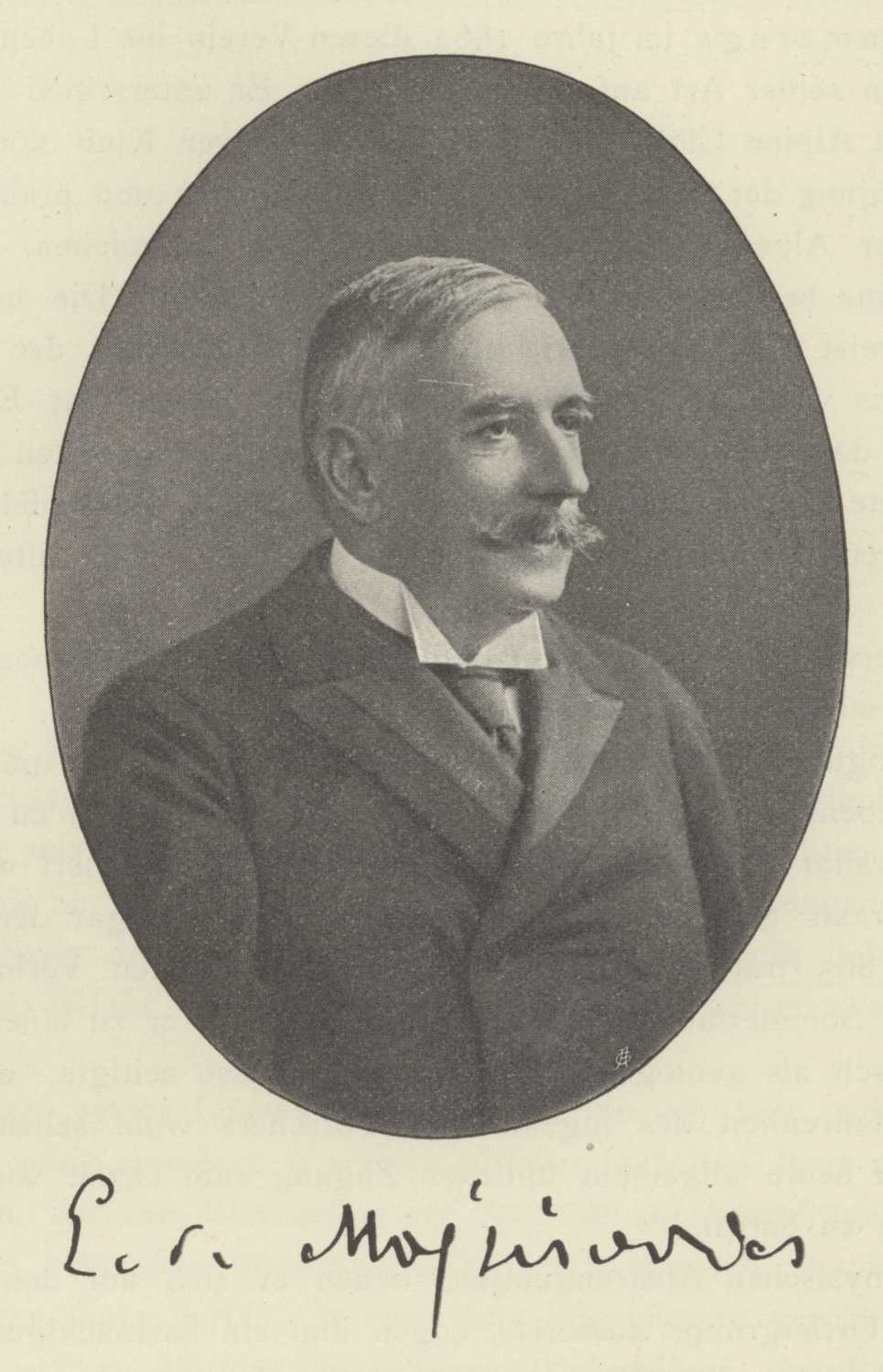
Edmund Mojsisovics von Mojsvár, 1907

Im November 1900 beendete Mojsisovics nach 35-jährigem Dienst seine Arbeit bei der k.k. geologischen Reichsanstalt. Die letzte Zeit war durch einen Streit mit Alexander Bittner überschattet, der seiner gesundheitlichen Verfassung abträglich war. Er verstarb 1907 an einer wuchernden Krebserkrankung im Mund- und Rachenraum. Er wurde am evangelischen Teil des Wiener Zentralfriedhof bestattet.
In seiner Biostratigraphie der Trias mit Ammoniten als Leitfossilien befasste er sich besonders mit der oberen Trias, Carl Diener und Wilhelm Heinrich Waagen mit der unteren Trias. Er war mit Diener vor allem in Österreich, Italien und Bosnien in Feldarbeit aktiv und bearbeitete triassische Ammoniten, die ihm weltweit zugeschickt wurden, z. B. vom Fluss Olenjok in Ostsibirien. Waagen forschte in den Salt Ranges in Pakistan. Sie korrelierten dabei die alpine marine Trias mit der Grundeinteilung der Germanischen Trias (Friedrich von Alberti u. a.) mit dem Muschelkalk als primär mariner Stufe. Ein wichtiger Vorläufer ihrer Arbeit war in Österreich Franz Ritter von Hauer. Viele Stufen und Unterstufen wurden von ihnen benannt und ihre Arbeit bildete bis in die 1960er Jahre (als die Arbeiten von Edward Timothy Tozer einsetzten) und darüber hinaus die Basis der Unterteilung der weltweiten marinen Trias, zum Beispiel für die Arbeit von James Perrin Smith und Alpheus Hyatt in Nordamerika und Leonard F. Spath vom British Museum.
Mojsisovics zu Ehren ist der Mojsisovicsspitz (2903 m ü. A.) im hinteren Seebachtal benannt.
1888 wurde er als korrespondierendes Mitglied in die Russische Akademie der Wissenschaften in Sankt Petersburg aufgenommen. 1902 wurde er zum korrespondierenden Mitglied der Göttinger Akademie der Wissenschaften gewählt.
Er war Mitglied der Wiener Burschenschaft Silesia.

## Schriften
- Über die Gliederung der oberen Triasbildungen der östlichen Alpen. In: Jahrbuch der Kaiserlich-Königlichen Geologischen Reichsanstalt Wien, 19, Wien 1869, S. 91–150 (Digitalisat).
- Das Gebirge um Hallstatt. Eine geologisch-paläontologische Studie aus den Alpen. I. Theil. Die Mollusken-Faunen der Zlambach- und Hallstätter Schichten. Abhandlungen der kaiserlich-königlichen geologischen Reichsanstalt, Band VI, 1 - 82, Taf. I - XXXII, Kaiserl. Königl. Hof- und Staatsdruckerei, Wien 1873.
- Das Gebirge um Hallstatt. Eine geologisch-paläontologische Studie aus den Alpen. I. Theil. Die Mollusken-Faunen der Zlambach- und Hallstätter Schichten. Abhandlungen der kaiserlich-königlichen geologischen Reichsanstalt, Band VI, 83 - 174, Taf. XXXIII - LXX, Wien 1875.
- Die Dolomit-Riffe von Südtirol und Venetien. Beiträge zur Bildungsgeschichte der Alpen. 552 S., Alfred Hölder, Wien 1879 (Digitalisat).
- mit Emil Tietze und Alexander Bittner: Grundlinien der Geologie von Bosnien-Hercegowina. In: Jahrbuch der k.k. Geologischen Reichsanstalt, Bd. 30. Wien 1880. S. 159–492 (Digitalisat).
- mit Emil Tietze und Alexander Bittner: Geologische Übersichtskarte von Bosnien-Hercegovina 1:576.000. Wien 1880 (Digitalisat).
- Die Cephalopoden der mediterranen Triasprovinz. Abhandlungen der Geologischen Reichsanstalt, Herausgegeben von der kaiserlich-königlichen geologischen Reichsanstalt, Band X, 1 - 322, 94 Tafeln, Alfred Hölder, Wien 1882 (Digitalisat).
- Über einige japanische Trias-Fossilien. In: Beiträge zur Geologie und Paläontologie Österreich-Ungarns und des Orients, Band 7, Alfred Hölder, Wien 1889, S. 163–178, 3 Taf (Digitalisat).
- Die Cephalopoden der Hallstätter Kalke, II. Band. Abhandlungen der kaiserlich-königlichen geologischen Reichsanstalt, Verlag der k. k. Geologischen Reichsanstalt, Band VI, II. Hälfte, 835 S., Wien 1893
- Das Gebirge um Hallstatt. I. Abtheilung. Die Cephalopoden der Hallstätter Kalke, II. Band, Atlas mit 130 Tafeln (LXXI – CC). Abhandlungen der kaiserlich-königlichen geologischen Reichsanstalt, Band VI, II. Hälfte, Verlag der k. k. Geologischen Reichsanstalt, Wien 1893.
- mit Wilhelm Heinrich Waagen, Carl Diener: Entwurf einer Gliederung der pelagischen Sedimente des Trias-Systems, Sitzungsberichte der Akademie der Wissenschaften Wien, Math.-Naturwiss. Klasse,  Band 104, 1895, S. 1279–1302 (Archive und Digitalisat der Geologischen Bundesanstalt).
- Beiträge zur Kenntniss der obertriadischen Cephalopoden-Faunen des Himalaya. In: Denkschriften der mathematisch-naturwissenschaftliche Klasse der kaiserlichen Akademie der Wissenschaften, 63, Wien 1896, S. 575–701.
- Zur Abwehr gegen Herrn Dr. Alexander Bittner. Selbstverlag des Verfassers, 1 – 8, Nachtrag 2 S., Wien 1898.
- Das Gebirge um Hallstatt. I. Abtheilung. Die Cephalopoden der Hallstätter Kalke. I. Band. Supplement-Heft. Abhandlungen der kaiserlich-königlichen geologischen Reichsanstalt, Band VI, 175 - 356, Taf. I - XXIII, Verlag der k. k. Geologischen Reichsanstalt, Wien 1902.

- Eduard Suess: Beiträge zur Stratigraphie Central-Asiens auf Grund der Aufsammlungen von F. Stoliczka und K. Bogdanowitsch, und mit Unterstützung von Professor F. Frech in Breslau, Dr. E. v. Mojsisovics W. M. Akad. und Herrn F. Teller in Wien und Professor V. Uhlig, Denkschriften der kaiserlichen Akademie der Wissenschaften mathematisch-naturwissenschaftliche Klasse, 61. Band, 1894 (Digitalisat).